# Rita Sacchetto

Rita Sacchetto auf einer Fotografie von Alexander Binder (1928)

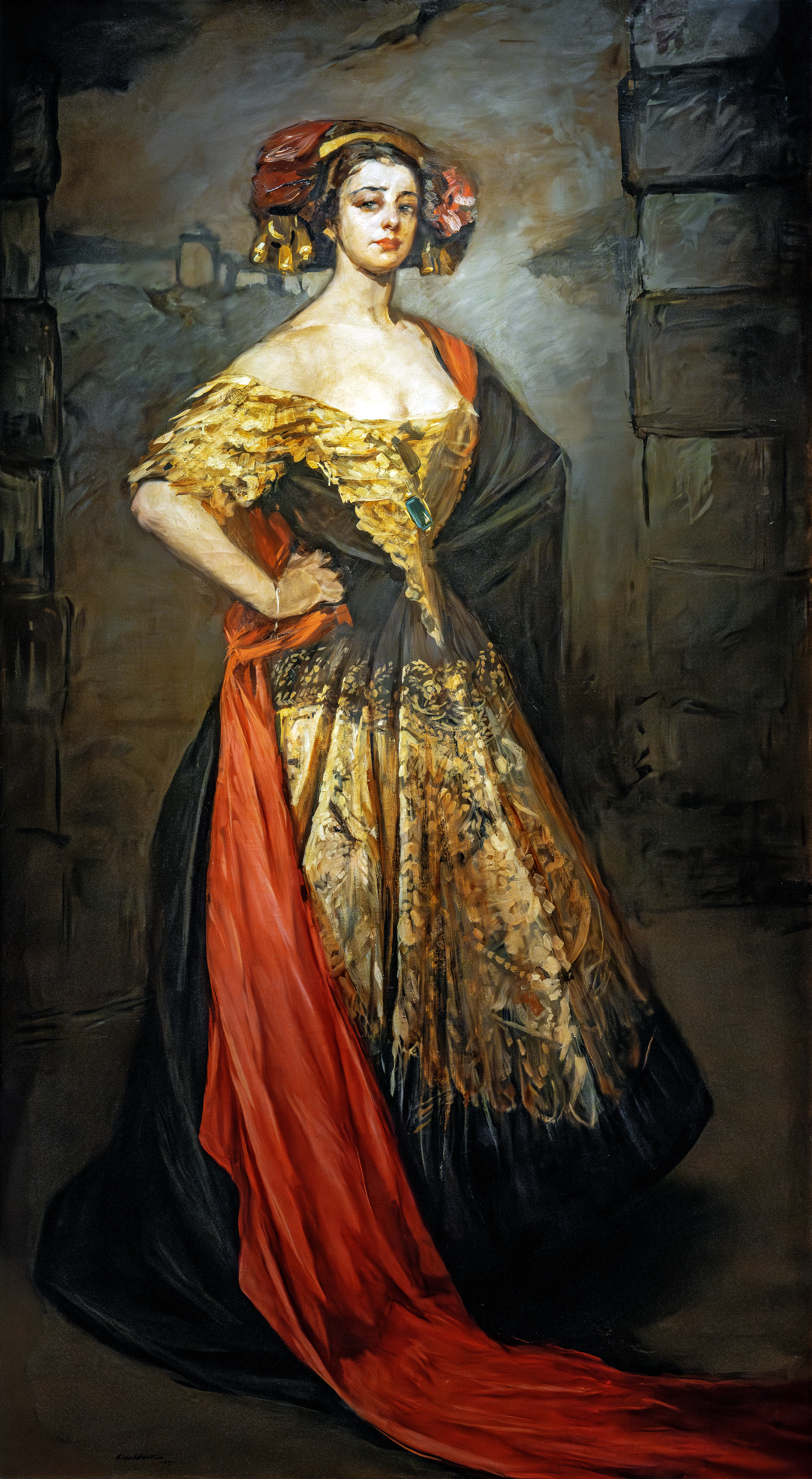
Rita Sacchetto 1911 – Lino Selvatico

Rita Sacchetto, geborene Margaritha Sacchetto, (* 15. Januar 1880 in München; † 18. Januar 1959 in Genua) war eine deutsche Tänzerin und Schauspielerin.

## Biografie
Ihr Entschluss Tänzerin zu werden verfestigte sich, als sie Isadora Duncan 1902 auf einer Gastspielreise sah. Sie absolvierte eine Ausbildung und debütierte 1905 im Münchner Künstlerhaus. In ihren Tanzbildern stellte sie in der Tradition der Tableaux Vivants Gemälde bekannter Maler wie Thomas Gainsborough oder Joshua Reynolds nach. Zu ihren Darbietungen gehörten Sarabanden, Menuette, Gavotten von Johann Sebastian Bach und Jean-Philippe Rameau, ungarische Volkstänze, die Tarantelle von Chopin, Frühlingsstimmen von Johann Strauss u. v. a.
Die Galerie Miethke lud sie nach Wien ein. Maler wie Gustav Klimt, Koloman Moser und Josef Hoffmann begeisterten sich für ihre Tanzinterpretationen. 1908 und 1909 begann sie eine Tournee durch Nord- und Südamerika und trat auf Einladung von Loïe Fuller als Solistin in der New Yorker Metropolitan Opera auf. 1910 tourte sie durch Russland.
Im Kostüm der Kaiserin Eugénie tanzte sie in Paris im Theater des berühmten Modeschöpfers Paul Poiret. Im Münchner Künstlerhaus trat sie 1912 gemeinsam mit Alexander Sacharoff auf und drehte 1913 ihren ersten Film, Odette. Einige Jahre drehte sie als beliebte Darstellerin bei der Nordisk Filmgesellschaft in Kopenhagen eine Reihe von Filmen wie z. B. Fra Fryste til Knejpevaert (1913) oder Die Nixenkönigin (1917).
1914 zog sie von München nach Berlin und richtete sich in ihrer Villa eine Tanzschule ein. Rahel Sanzara, Anita Berber und Dinah Nelken zählen zu ihren bekanntesten Schülerinnen; Valeska Gert wirkte 1916 an Schüleraufführungen mit, ohne Sacchetto-Schülerin zu sein. Am 5. Mai 1917 heiratete Rita Sacchetto den polnischen Grafen August Zamoyski (1893–1970) aus Zamość. 1918 kehrte sie für ein Jahr nach München zurück. Nach einem Unfall nahm sie ihren Abschied von der Bühne und zog sich mit ihrem Mann nach Polen zurück. 1930 ging das Paar nach Italien. Sie starb im Januar 1959 in Nervi bei Genua.

## Filmografie (Auswahl)
- 1916: Den Skønne Evelyn
- 1916: Rovedderkoppen
- 1916: Fyrstindens skæbne
- 1916: Prinzeßchen Krinoline (Det gaadefulde Væsen)
- 1917: Sabina
- 1917: Die Nixenkönigin